# (6396) Schleswig
(6396) Schleswig  es un asteroide del cinturón principal perteneciente al cinturón de asteroides, región del sistema solar que se encuentra entre las órbitas de Marte y Júpiter.
Fue descubierto el 15 de enero de 1991 por Freimut Börngen desde el Observatorio Karl Schwarzschild en Tautenburg, Alemania.

## Designación y nombre
Designado provisionalmente como 1991 AO3, fue nombrado por Schleswig, anteriormente un ducado independiente, es el territorio más al norte de Alemania, situado entre el Mar del Norte y el Mar Báltico. Desde 1386 está unido a Holstein, ducado que lo limita por el sur. Las ciudades prominentes son Flensburg, la "Puerta al Norte", y Schleswig, sitio del castillo de Gottorp y la catedral de Petri. El poeta Theodor Storm nació en Frisia del Norte, una parte de Schleswig.

## Características orbitales
Schleswig está situado a una distancia media del Sol de 2,394 ua, pudiendo alejarse hasta 2,676 ua y acercarse hasta 2,112 ua. Su excentricidad es 0,118 y la inclinación orbital 7,289 grados. Emplea 1352,86 días en completar una órbita alrededor del Sol.

## Características físicas
La magnitud absoluta de Schleswig es 14,07. Tiene 3,573 km de diámetro y su albedo se estima en 0,458.